# Belgische kampioenschappen atletiek 2013
In 2013 werden de Belgische kampioenschappen atletiek Alle Categorieën op zaterdag 20 en zondag 21 juli gehouden in het Koning Boudewijnstadion te Brussel.
Tijdens deze kampioenschappen kwalificeerde 400 m hordeloopster Axelle Dauwens zich met haar 55,96 s voor de WK in Moskou in augustus, maakte Anne Zagré op de kortste hordenafstand indruk met haar 12,84 s in de reeksen en 12,85 s in de finale en plaatste Kevin Borlée zich met een 400 m in 44,73 s aan de kop van de Europese seizoenranglijst. 
De 10.000 m voor mannen en vrouwen vond op 4 mei plaats in Duffel. De 3000 m steeple voor vrouwen vond op 10 augustus plaats in Huizingen.

## Uitslagen

### 100 m
| rang   | atleet             | prestatie (+0,8 m/s) |
| ------ | ------------------ | -------------------- |
| Goud   | Damien Broothaerts | 10,51 s              |
| Zilver | Julien Watrin      | 10,55 s              |
| Brons  | Chamberry Muaka    | 10,74 s              |

| rang   | atlete        | prestatie (-1,7 m/s) |
| ------ | ------------- | -------------------- |
| Goud   | Anne Zagré    | 11,46 s              |
| Zilver | Hanne Claes   | 11,68 s              |
| Brons  | Olivia Borlée | 11,69 s              |

### 200 m
| rang   | atleet          | prestatie (-0,4 m/s) |
| ------ | --------------- | -------------------- |
| Goud   | Jonathan Borlée | 20,38 s              |
| Zilver | Julien Watrin   | 20,80 s              |
| Brons  | Pieter De Rycke | 21,51 s              |

| rang   | atlete           | prestatie (-1,6 m/s) |
| ------ | ---------------- | -------------------- |
| Goud   | Hanne Claes      | 23,33 s              |
| Zilver | Olivia Borlée    | 23,41 s              |
| Brons  | Justine Desondre | 24,01 s              |

### 400 m
| rang   | atleet       | prestatie |
| ------ | ------------ | --------- |
| Goud   | Kevin Borlée | 44,73 s   |
| Zilver | Dylan Borlée | 45,80 s   |
| Brons  | Will Oyowe   | 45,88 s   |

| rang   | atlete           | prestatie |
| ------ | ---------------- | --------- |
| Goud   | Laetitia Libert  | 53,69 s   |
| Zilver | Kimberley Efonye | 54,10 s   |
| Brons  | Sofie Daelemans  | 54,85 s   |

### 800 m
| rang   | atleet             | prestatie |
| ------ | ------------------ | --------- |
| Goud   | Jan Van Den Broeck | 1.49,30   |
| Zilver | Jérôme Kahia       | 1.49,62   |
| Brons  | Joren Bouckaert    | 1.51,21   |

| rang   | atlete        | prestatie |
| ------ | ------------- | --------- |
| Goud   | Sofie Lauwers | 2.09,01   |
| Zilver | Sara Segers   | 2.09,11   |
| Brons  | Agnes Laurent | 2.09,46   |

### 1500 m
| rang   | atleet         | prestatie |
| ------ | -------------- | --------- |
| Goud   | Kim Ruell      | 3.54,50   |
| Zilver | Tarik Moukrime | 3.54,61   |
| Brons  | Isaac Kimeli   | 3.54,84   |

| rang   | atlete              | prestatie |
| ------ | ------------------- | --------- |
| Goud   | Sofie Van Accom     | 4.20,76   |
| Zilver | Valerie Van Bogaert | 4.21,23   |
| Brons  | Marlies Schils      | 4.23,44   |

### 5000 m
| rang   | atleet               | prestatie |
| ------ | -------------------- | --------- |
| Goud   | Abdelhadi El Hachimi | 13.59,33  |
| Zilver | Koen Naert           | 14.00,50  |
| Brons  | Mats Lunders         | 14.06,63  |

| rang   | atlete            | prestatie |
| ------ | ----------------- | --------- |
| Goud   | Veerle Van linden | 17.12,17  |
| Zilver | Ellen Van Leeuwen | 17.46,84  |
| Brons  | Sylvie Mulle      | 17.52,09  |

### 10.000 m[1]
| rang   | atleet               | prestatie |
| ------ | -------------------- | --------- |
| Goud   | Abdelhadi El Hachimi | 29.00,02  |
| Zilver | Mats Lunders         | 29.03,75  |
| Brons  | Stijn Garain         | 29.08,81  |

| rang   | atlete                 | prestatie |
| ------ | ---------------------- | --------- |
| Goud   | Els Rens               | 35.14,84  |
| Zilver | Hanna Vandenbussche    | 35.19,25  |
| Brons  | Ferahiwat Gamachu Tulu | 35.38,63  |

### 110 m horden/100 m horden
| rang   | atleet             | prestatie (+1,1 m/s) |
| ------ | ------------------ | -------------------- |
| Goud   | Adrien Deghelt     | 13,55 s              |
| Zilver | Damien Broothaerts | 13,84 s              |
| Brons  | Dario De Borger    | 13,87 s              |

| rang   | atlete        | prestatie (0,0 m/s) |
| ------ | ------------- | ------------------- |
| Goud   | Anne Zagré    | 12,85 s             |
| Zilver | Sara Aerts    | 12,95 s             |
| Brons  | Eline Berings | 13,28 s             |

### 400 m horden
| rang   | atleet          | prestatie |
| ------ | --------------- | --------- |
| Goud   | Tim Rummens     | 50,23 s   |
| Zilver | Erik Heggen     | 50,78 s   |
| Brons  | Jeremy Azzolini | 52,47 s   |

| rang   | atlete         | prestatie |
| ------ | -------------- | --------- |
| Goud   | Axelle Dauwens | 55,96 s   |
| Zilver | Katrijn Boone  | 62,30 s   |
| Brons  | Inge Bellemans | 63,59 s   |

### 3000 m steeple[2]
| rang   | atleet             | prestatie |
| ------ | ------------------ | --------- |
| Goud   | Krijn Van Koolwijk | 9.05,21   |
| Zilver | Mathijs Casteele   | 9.10,06   |
| Brons  | Dries Busselot     | 9.12,22   |

| rang   | atlete               | prestatie |
| ------ | -------------------- | --------- |
| Goud   | Veerle Dejaeghere    | 10.10,34  |
| Zilver | Sofie Picavet        | 10.53,52  |
| Brons  | Jolien Van Hoorebeke | 11.07,98  |

### Verspringen
| rang   | atleet            | prestatie         |
| ------ | ----------------- | ----------------- |
| Goud   | Corentin Campener | 7,51 m (+1,0 m/s) |
| Zilver | Jeroen Vanmulder  | 7,46 m (+0,6 m/s) |
| Brons  | Nicolas Stempnick | 7,44 m (+0,2 m/s) |

| rang   | atlete           | prestatie         |
| ------ | ---------------- | ----------------- |
| Goud   | Camille Laus     | 6,03 m (+0,3 m/s) |
| Zilver | Jesse Vercruysse | 5,90 m (+0,5 m/s) |
| Brons  | Jolien Leemans   | 5,86 m (0,0 m/s)  |

### Hink-stap-springen
| rang   | atleet            | prestatie          |
| ------ | ----------------- | ------------------ |
| Goud   | Leopold Kapata    | 15,28 m (-0,6 m/s) |
| Zilver | Solomon Commey    | 15,21 m (+0,7 m/s) |
| Brons  | Corentin Campener | 14,47 m (-0,9 m/s) |

| rang   | atlete           | prestatie          |
| ------ | ---------------- | ------------------ |
| Goud   | Sietske Lenchant | 12,54 m (-0,3 m/s) |
| Zilver | Nele Mommen      | 12,27 m (+0,4 m/s) |
| Brons  | Stefie Mievis    | 12,12 m (-1,1 m/s) |

### Hoogspringen
| rang   | atleet         | prestatie |
| ------ | -------------- | --------- |
| Goud   | Bram Ghuys     | 2,20 m    |
| Zilver | Arne Peeters   | 2,04 m    |
| Brons  | Timothy Hubert | 2,01 m    |

| rang   | atlete            | prestatie |
| ------ | ----------------- | --------- |
| Goud   | Hanne Van Hessche | 1,85 m    |
| Zilver | Sarah De Vogelaer | 1,71 m    |
| Brons  | Alice Mercenier   | 1,71 m    |

### Polsstokhoogspringen
| rang   | atleet                  | prestatie |
| ------ | ----------------------- | --------- |
| Goud   | Thomas Van Der Plaetsen | 5,35 m    |
| Zilver | Sébastien Hoffelt       | 5,00 m    |
| Brons  | Ben Broeders            | 4,90 m    |

| rang   | atlete            | prestatie |
| ------ | ----------------- | --------- |
| Goud   | Fanny Smets       | 4,25 m    |
| Zilver | Chloé Henry       | 4,15 m    |
| Brons  | Anouk Vercauteren | 3,70 m    |

### Kogelstoten
| rang   | atleet            | prestatie |
| ------ | ----------------- | --------- |
| Goud   | Jurgen Verbrugghe | 17,42 m   |
| Zilver | Jarno Wagemans    | 16,29 m   |
| Brons  | Bart Pauwels      | 15,38 m   |

| rang   | atlete               | prestatie |
| ------ | -------------------- | --------- |
| Goud   | Jolien Boumkwo       | 14,74 m   |
| Zilver | Catherine Timmermans | 14,55 m   |
| Brons  | Sophie Verlinden     | 13,48 m   |

### Discuswerpen
| rang   | atleet         | prestatie |
| ------ | -------------- | --------- |
| Goud   | Philip Milanov | 58,86 m   |
| Zilver | Edwin Nys      | 52,50 m   |
| Brons  | Sem Bras       | 50,24 m   |

| rang   | atlete             | prestatie |
| ------ | ------------------ | --------- |
| Goud   | Annelies Peetroons | 51,24 m   |
| Zilver | Elke Gys           | 44,24 m   |
| Brons  | Moly Borbouse      | 43,81 m   |

### Speerwerpen
| rang   | atleet         | prestatie |
| ------ | -------------- | --------- |
| Goud   | Thomas Smet    | 73,55 m   |
| Zilver | Timothy Herman | 72,97 m   |
| Brons  | Tom Goyvaerts  | 69,10 m   |

| rang   | atlete                | prestatie |
| ------ | --------------------- | --------- |
| Goud   | Alice Fleury          | 45,74 m   |
| Zilver | Katoke Van Den Brulle | 45,70 m   |
| Brons  | Sarah Vermeir         | 42,97 m   |

### Hamerslingeren
| rang   | atleet             | prestatie |
| ------ | ------------------ | --------- |
| Goud   | Nicolas Pierre     | 63,15 m   |
| Zilver | Walter De Wyngaert | 61,76 m   |
| Brons  | Tim De Coster      | 58,01 m   |

| rang   | atlete          | prestatie |
| ------ | --------------- | --------- |
| Goud   | Jolien Boumkwo  | 57,29 m   |
| Zilver | Irina Sustelo   | 53,81 m   |
| Brons  | Frederique Neys | 52,15 m   |

1889 · 
1890 · 
1891 · 
1892 · 
1893 · 
1894 · 
1895 · 
1896 · 
1897 · 
1898 · 
1899 · 
1900 · 
1901 · 
1902 · 
1903 · 
1904 · 
1905 · 
1906 ·
1907 ·
1908 · 
1909 · 
1910 · 
1911 · 
1912 · 
1913 · 
1914 · 
1919 · 
1920 · 
1921 · 
1922 · 
1923 · 
1924 · 
1925 · 
1926 · 
1927 · 
1928 · 
1929 · 
1930 · 
1931 · 
1932 · 
1933 · 
1934 · 
1935 · 
1936 · 
1937 · 
1938 · 
1939 · 
1940 · 
1941 · 
1942 · 
1943 · 
1944 · 
1945 · 
1946 · 
1947 · 
1948 · 
1949 · 
1950 · 
1951 · 
1952 · 
1953 · 
1954 · 
1955 · 
1956 · 
1957 · 
1958 · 
1959 · 
1960 · 
1961 · 
1962 · 
1963 · 
1964 · 
1965 · 
1966 · 
1967 · 
1968 · 
1969 · 
1970 · 
1971 · 
1972 · 
1973 · 
1974 · 
1975 · 
1976 · 
1977 · 
1978 · 
1979 · 
1980 · 
1981 · 
1982 · 
1983 · 
1984 · 
1985 · 
1986 · 
1987 · 
1988 · 
1989 · 
1990 · 
1991 · 
1992 · 
1993 · 
1994 ·
1995 · 
1996 · 
1997 · 
1998 · 
1999 · 
2000 · 
2001 · 
2002 · 
2003 · 
2004 · 
2005 · 
2006 · 
2007 · 
2008 · 
2009 · 
2010 · 
2011 · 
2012 · 
2013 · 
2014 · 
2015 · 
2016 · 
2017 · 
2018 · 
2019 · 
2020 · 
2021 · 
2022 · 
2023 · 
2024